# 베스타 (기업)
베스타(영어: Besta Technology (HK) Co., Ltd.)는 대만의 전자제품 회사이다. 1989년에 창립했으며 2007년에 타이완 증권 거래소에 상장했다.
전자사전, 보조배터리, 녹음기, 블랙박스 등을 판매한다.